# Darmstädter und Nationalbank
Die Darmstädter und Nationalbank (Danat-Bank) war ein deutsches Kreditinstitut.

## Geschichte

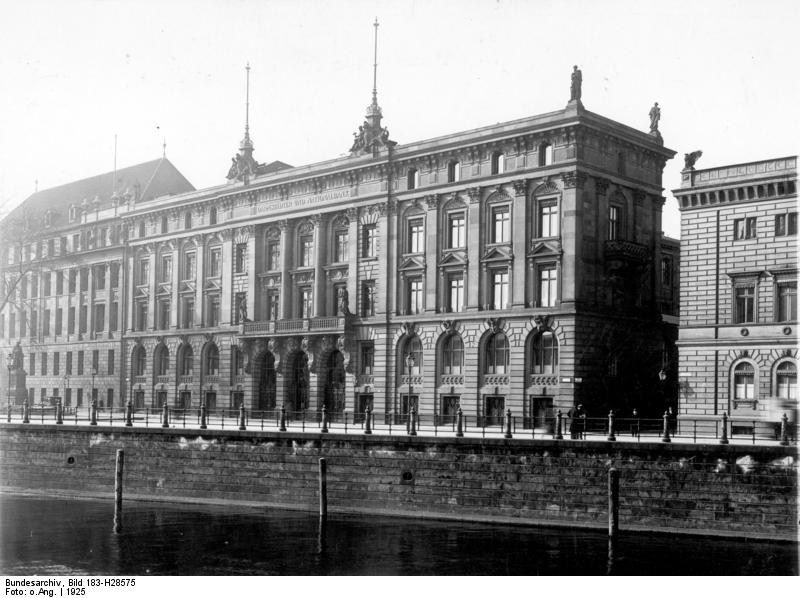
Berlin 1925, Hauptverwaltungsgebäude der Darmstädter und Nationalbank am Schinkelplatz 1–4

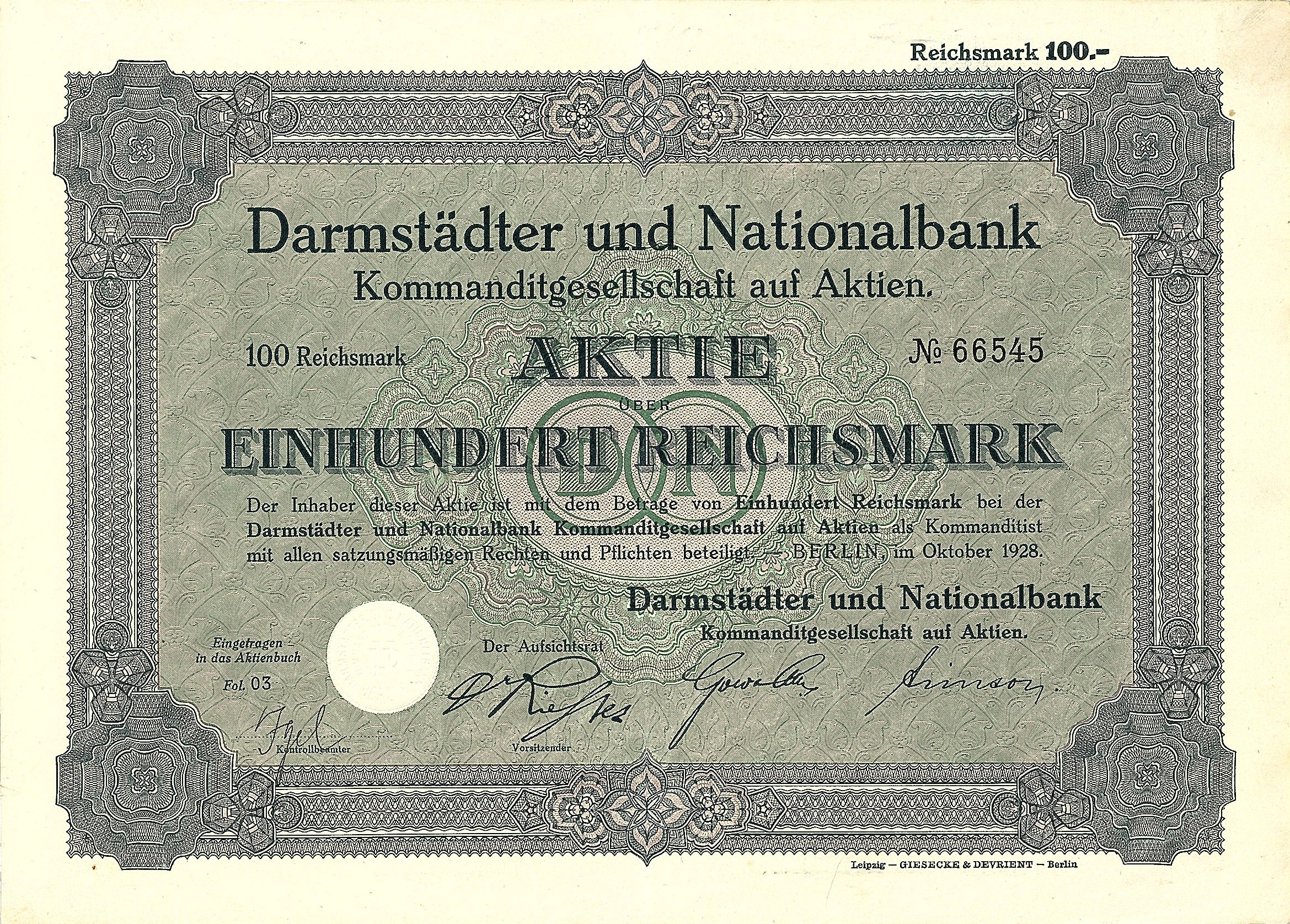
Aktie der Darmstädter und Nationalbank KGaA über 100 RM, ausgegeben im Oktober 1928 in Berlin, mit Unterschrift von Jakob Riesser, 1888–1904 Direktor und Vorstandsmitglied der Bank für Handel und Industrie

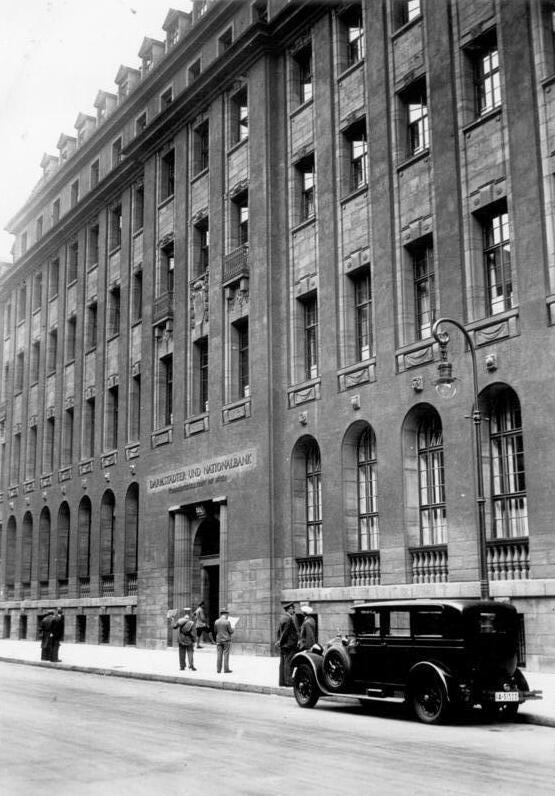
Hauptverwaltungsgebäude der Darmstädter und Nationalbank in der Behrenstraße im Jahr 1931

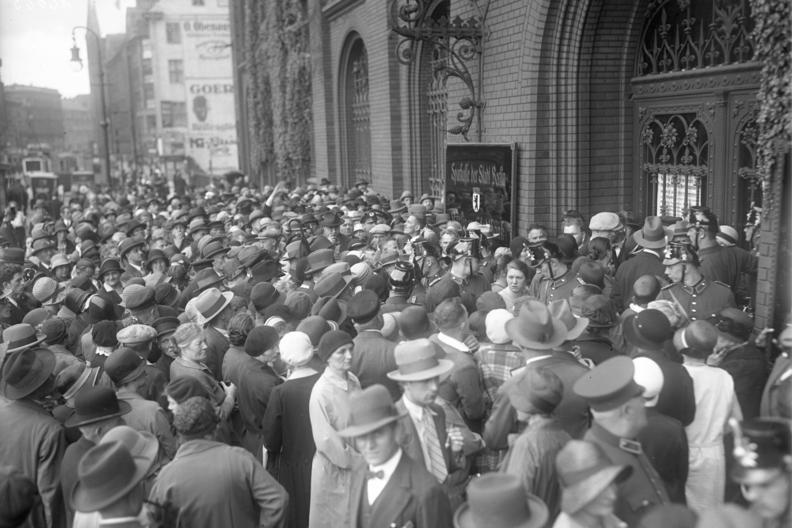
Andrang von Sparern vor der Sparkasse der Stadt Berlin am Mühlendamm nach dem Zusammenbruch der Darmstädter und Nationalbank am 13. Juli 1931

1920/21 bildeten die Darmstädter Bank für Handel und Industrie und die Nationalbank für Deutschland die Bankengemeinschaft Darmstädter-Nationalbank Berlin. Beide Banken übernahmen gegenseitige Garantie für Kapital und Reserven in Höhe von über einer Milliarde Mark. 1922 folgte die vollständige Fusion zur Darmstädter und Nationalbank KGaA, abgekürzt als Danat-Bank. Dadurch entstand eine der größten Banken der Weimarer Republik. 1931 war die Danat die zweitgrößte Bank Deutschlands, geriet jedoch noch im selben Jahr in eine Krise. Zuletzt befand sich ihr Hauptsitz in der Behrenstraße 68–70 in Berlin, der ehemaligen Zentrale der fusionierten Nationalbank für Deutschland.

## Krise
Die Bankenkrise der Danat-Bank wurde von zwei Faktoren ausgelöst. Einerseits zogen ausländische Anleger bei allen deutschen Banken einen Großteil ihrer Bankguthaben ab, was die Danat am stärksten traf. Neben diesem exogenen Faktor sah sich die Danat-Bank einem hohen Kreditrisiko gegenüber. Das Kreditvolumen ihres Kreditnehmers Norddeutsche Wollkämmerei & Kammgarnspinnerei (Nordwolle) – der Bilanzfälschungen vorgeworfen wurden – betrug im Juli 1931 bei der Danat-Bank 48 Millionen RM. Die Verluste bei Nordwolle wurden auf bis zu 240 Millionen RM geschätzt, so dass sie am 21. Juli 1931 Konkurs anmeldete. Dadurch war die Danat-Bank gezwungen, ihren Kreditausfall abzuschreiben; so dass die Danat-Bank Verluste in Höhe von 45 Millionen RM auszuweisen hatte. Ihr Grundkapital betrug nominell 60 Millionen RM, doch hatte die Danat-Bank im großen Stil eigene Aktien zurückgekauft und hiervon 35 Millionen RM im Bestand, wodurch das tatsächliche Grundkapital lediglich 25 Millionen RM betrug und die Verluste von 45 Millionen RM nicht decken konnte. Die Summe der Großkredite der Danat-Bank überstieg ihr haftendes Eigenkapital um mehr als das Zwanzigfache. Bereits am 13. Juli 1931 musste die Danat-Bank wegen Zahlungsunfähigkeit ihre Schalter schließen.
Die Danat-Bank war ein prominentes Opfer der Deflationspolitik in Deutschland im Zuge der Weltwirtschaftskrise. Ihr Zusammenbruch erschütterte das Vertrauen in das deutsche Bankensystem und löste eine Abhebe-Welle auf Konten aller Banken und die Deutsche Bankenkrise aus.
Die Regierung Brüning I ordnete daraufhin drei Bankfeiertage an, betrieb die Fusion der Danat-Bank mit der Dresdner Bank und trug im Zuge der Fusion eine Kapitalerhöhung um 300 Prozent. Dadurch ging die „neue“ Dresdner Bank zu 75 Prozent in Reichsbesitz über.

## Persönlichkeiten (Auswahl)
Bekannte Bankiers der Danat-Bank und ihrer Vorgänger-Institute waren (in alphabetischer Ordnung):
- Siegmund Bodenheimer, Vorstand der Darmstädter Bank 1910–1922, Gesellschafter 1922–1931
- Heinrich Bopp, Direktor der Darmstädter Bank ab 1870
- Bernhard Dernburg, Vorstand der Darmstädter Bank 1901–1906
- Jakob Goldschmidt, persönlich haftender Gesellschafter[3] 1922–1931
- Felix zu Hohenlohe-Oehringen, Ehrenpräsident
- Johannes Kaempf, Direktor der Zweigniederlassung der Bank für Handel und Industrie in Berlin und Reichstagspräsident von 1912 bis 1918
- Carl Parcus, Direktor der Darmstädter Bank, hessischer Politiker
- Hjalmar Schacht, Gesellschafter 1922–1923, später Reichsbankpräsident
- Georg von Simson, Geschäftsinhaber der Darmstädter und Nationalbank KGaA 1921–1928, Mitglied des Reichsbank-Zentralausschusses, Aufsichtsratsmitglied mehrerer Banken und Unternehmen[7]
- Richard Witting, Direktor (1902–1910) und Aufsichtsratsvorsitzender (1911–1922) der Nationalbank, zweiter Vorsitzender des Aufsichtsrates der Danat